# تئاپلو
تئاپلو (به لاتین: Téapleu) یک منطقهٔ مسکونی در ساحل عاج است.